# 吕明仁
吕明仁（1914年12月9日—1947年4月12日），原名吕其惠，辽宁省庄河县人，1935年加入中国共产党，历任中共胶东区委宣传部长、西海地委书记、阜新地委书记、中共辽西省第五地委书记等职。1947年4月，因救人溺水死亡，后被辽吉省委追认为“辽吉功臣”。

## 生平

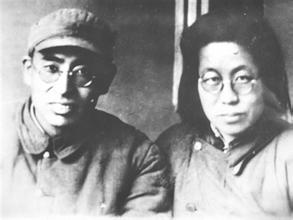
吕明仁和丁修夫妻

1914年12月9日，吕其惠出生于奉天省庄河县王家岛（今属辽宁省庄河市）的一个渔民家庭，父亲名为吕仁昌，还有一个哥哥、一个姐姐和一个弟弟。1922年至1931年，吕其惠在家乡庄河读小学及初中。1931年，爆发九一八事变，东北被日军侵占。1932年，吕其惠与胞兄吕其恩、族兄吕其恕一起到山东烟台求学，三人进入山东省立第八中学，吕其惠在初中部三年级续读。在烟台，吕其惠积极参加了抗日救亡运动，并以学生身份往来于烟台、北平和天津之间做中共地下交通联络工作。1935年8月，吕明仁经温建平介绍加入中国共产党。同年，经中共党组织安排，吕其惠到北平弘达中学高中部读书，并从事中共秘密工作。
在弘达高中，吕明仁遇到了他未来的妻子丁修。丁修原名周扶宣，山东省金乡县人，在宏达时与吕明仁同桌，同时也都是中共外围组织中华民族解放先锋队队员。吕明仁在一二·九运动中患上了肺水肿，经济上也比较困难，丁修就在放学后去做家庭教师挣钱接济吕明仁。1936年10月，中共与阎锡山在山西省建立了抗日民族统一战线。吕明仁和丁修等100名北平学生随薄一波去山西太原，两人被编入军训团十二连，该连连长是韩钧，教导员是薄一波。由于很不适应军训团的生活，丁修患上了严重的胃病，后来他们得知延安红军大学招生，就和吕其恕通过变卖衣物和书籍筹得路费，离开军训团搬进了旅社。为方便起见，吕其恕在旅社登记簿上将吕明仁和丁修写成了夫妻，两人就这样结婚了。
1937年2月，吕明仁夫妻辗转到了延安，此时红军大学已经改名抗日军政大学，他们进入抗大十三大队学习。半年后，结业的吕明仁留校担任一大队政治教员，后任二大队政治主任教员。1939年夏，吕明仁夫妻随抗大东征到太行山区，而且为了能够去前线参加战斗，当时已有身孕丁修用从高处往下跳的冒险方法将孩子堕掉了。1940年初，他们到达当时八路军总司令部和中共中央北方局所在的太行山区，吕明仁留在太行山区工作，而丁修被分配到山东胶东区工作。1942年，吕明仁也调到胶东工作，任胶东区党委宣传部长，并兼任区党校校长和减租减息工作团团长。吕明仁夫妻重逢后，丁修再次怀孕，但这个孩子出生后就夭折了。同年，胶东区西海地委遭破坏，吕明仁被委任为西海地委书记兼军分区政委。
1945年3月27日，吕明仁与丁修的女儿吕华出生，但女儿还未满百日，丁修就去沂蒙山区工作了。8月15日日本投降后，吕明仁接到命令，要求他迅速前往东北，虽然妻子还没有回来，但他还是毫不犹豫地将女儿寄养在老乡家里直接启程去了东北。吕明仁从胶东跨海到东北后，于10月初被中共辽西地委任命为阜新工委书记、阜新卫戍司令部司令兼政委，后改任阜新地委书记、阜新军分区司令员兼政委。同月，组建冀热辽军区三十旅，吕明仁兼任政委。由于国军进攻阜新，12月30日，吕明仁率阜新地委撤到阜新北部农村。1946年2月下旬，吕明仁奉辽西省委指示带领阜新地委部分干部赴通辽接替中共通辽工委工作，从新四军三师手中接管了通辽、开鲁两县，组建中共通辽中心县委，吕明仁任书记。4月下旬，通辽中心县委改组为中共辽西省第五地委，吕明仁任地委书记，辖通辽、开鲁两县及科左前、科左中、科左后、库伦、奈曼等五旗。5月中旬，通鲁警备区与东蒙人民自卫军骑兵第二师组编成蒙汉联合司令部，吕明仁兼任政委。6月初，哲里木盟政府在通辽建立，吕明仁兼任盟政府副主席。10月下旬，国军进占通辽，吕明仁组织五地委同部队转移。撤出通辽后，吕明仁组建了武工队“长江骑兵团”，吕明仁任团长和政委。长江骑兵团坚持游击战，取得了哈拉吐达战斗的胜利。
1947年1月，因为辽吉一地委和五地委的辖区都已经被国军占领，辽吉省委将两个地委合并成为辽吉一地委，吕明仁任书记。2月初，吕明仁率部前去恢复中共对两个地委原来辖区的控制，顺利夺回了康平、法库、彰武等地。1947年4月9日，吕明仁前往开鲁部署工作。4月11日晚上，吕明仁接到辽吉省委通知，要求其马上返回地委所在地奈曼旗大沁他拉镇。4月12日早上，吕明仁带警卫员康殿才和通讯员周澍澄返程前往奈曼，途径西辽河时，由于渡口船夫不在，三人决定涉水过河。过河时，走在前面的警卫员康殿才连人带马落入河沟，水性颇好的吕明仁立即跳下营救，但因为吕明仁背部有严重的疽疮，加之水深流急，最终体力不支，被水流冲走。同样落水的通讯员周澍澄立即鸣枪报警，赶来的附近居民和船工往下游追了两里多远终将吕明仁捞了上来，但吕明仁已经身亡，时年31岁。
人们将吕明仁的遗体捞上岸后，将其用大车送回了开鲁县城，得知噩耗的地委领导和丁修赶到开鲁，在开鲁城为吕明仁举行了一个小型追悼会，由开鲁县委书记徐鹤京主持。其后，吕明仁的灵柩又被运到白城子，由省委为其开了更隆重的追悼会，省委书记陶铸亲笔写了“抚棺痛哭难抒沉憾，誓争胜利以慰英灵”的挽联，并致了悼词。

## 纪念
- 1947年5月7日，中共辽吉省委机关报《胜利报》三、四版编发“追悼吕明仁特刊”[4]
- 为纪念吕明仁，在开鲁、通辽、奈曼、白城子等地以“明仁”命名了街道、学校、医院、乡镇和工厂等[8]
  - 白城市洮北区明仁小学：1946年始建白城子第二完小。1948年为纪念吕明仁烈士而更名为白城子明仁小学。现占地面积1.4万平方米，建筑面积1.1万平方米。现有教职工184名，教学班70个，学生3959名。
  - 奈曼旗在吕明仁去世的地方建立了“明仁区”，合作化时改称“明仁公社”，后又因该地为少数民族集聚区改名“明仁苏木”[9]
  - 通辽市科尔沁区明仁街道：1947年设通辽县明仁街（为当时城镇的行政建制）。1980年9月通辽市的城市人民公社撤销，组建明仁街道。
  - 为纪念吕明仁，始建于1948年的原通辽市第三小学于1951年被更名为“明仁小学”[10]
  - 1948年3月，经辽北省政府批准，将白城市新兴街、大同街命名为明仁街。现包括明仁南街和明仁北街两部分。明仁南街位于市区中部，北起中兴东大路和明仁北街交汇处，南到辽北路，长1600米，宽15米，沥青路面。明仁北街北起中兴东大路和明仁南街交汇处，北到红旗街，长1700米，宽26米，由中兴东大路至劳动公园为沥青路。
  - 白城市明仁街道：1960年从城区析置明仁人民公社。1972年改为明仁街道。
    - 白城市明仁街道明仁社区
- 中共西满分局在齐齐哈尔为他修建了“吕明仁烈士陵园”（今齐齐哈尔市革命烈士陵园）[8][1]
- 中共辽吉省委追认他为“辽吉功臣”，并在白城市树立了吕明仁烈士纪念碑[8]
- 通辽人民公园内的通辽革命烈士纪念碑前有吕明仁等烈士塑像，纪念碑内设有灵室，陈放着吕明仁、施介、徐永清等50位革命烈士的骨灰盒。
- 吕其恩、吕明仁故居：位于庄河市王家岛镇东滩村山东屯。房屋坐北朝南、砖石结构，原是一处四合院落。现房屋仅剩5间瓦房。列入庄河市级爱国主义教育基地。。2021年入选由中共大连市委宣传部、中共大连市委党史研究室共同推出的“大连百个革命遗址遗迹”名录。
- 1993年10月22日，位于内蒙古自治区通辽市科尔沁区明仁小学院内的吕明仁烈士纪念馆建成。1996年10月，该馆被列为内蒙古自治区爱国主义教育基地[3]
- 胡秀勤 著《吕明仁传》，内蒙古少年儿童出版社1994年出版。
- 2016年辽宁省庄河市举行吕明仁诞辰100周年纪念活动

## 家人
- 夫人丁修（1915年11月24日-2006年10月）：山东省金乡县王丕村人，原名周扶宜，1934年山东省曲阜师范学校毕业，去北平宏达中学补习外语与吕明仁相识。1936年10月中共北方局派吕明仁和丁修等100多名北平抗日学生随薄一波到山西做公开工作，1937年2月以夫妻身份和堂弟吕其恕（即吕赛，曾任旅大市委组织部长）奔赴延安入抗大二期十三队学习。结业后分配到陕甘宁边区高等法院工作，由检察长许世奎和看守所长徐炳文介绍入党。1939年夏随抗大东征到太行后，丁修被分配到胶东区南海地委做妇女工作。1946年调辽吉省一地委民运部副部长，在阜新、彰武搞敌后武工队。[11]1946年4月任辽吉五地委候补委员。1948年11月任沈阳市沈河区工委副书记兼区长。1949年随辽北省南下干部团组建南昌地委（书记白栋材）任委员，1949年6月15日成立南昌县委为第一任县委书记。建国后任国家科委地方局党组书记、 副局长。1987年9月铁岭解放40周年之际，与曾志等28名辽吉一地委老领导到铁岭市参加铁岭市委、市政府、军分区联合召开的“解放战争时期辽吉一地委老干部座谈会”，讨论审查辽吉一地委活动史料，会后到四十年前战斗过的法库、康平等地看望革命老区群众。
- 女儿吕华（1945年3月27日-2012年）：夫妻二人唯一幸存的孩子。吕明仁牺牲后，时任安东省政府副主席的哥哥吕其恩派人到胶东区西海分区找到侄女接到在辽东的家中抚养。
- 外孙女赵克婴：1971年生。珠海市香洲区教师发展中心教育发展与科研管理室的初中语文教研员、正高级职称。1992年开始执教。获得珠海市教育系统优秀教师、珠海市教育系统优秀共产党员、珠海市名教师等荣誉称号。[12]